# Pauline Heinz
Pauline Heinz (Wiesbaden, 1 de mayo de 2001) es una jugadora alemana de hockey sobre césped.

## Trayectoria
Heinz debutó con la selección de Alemania en 2019, en un partido ante Argentina. Tuvo su primera participación olímpica en los Juegos Olímpicos de Tokio 2020. En el torneo perdió contra Argentina en cuartos de final por 3 a 0. En 2022 representó a su país en el Mundial de Tarrasa y Amstelveen, donde cayó en semifinales ante Argentina y en el partido por el tercer lugar contra Australia. En 2024 fue subcampeona de la Pro League, por detrás de Países Bajos.